# Humidor

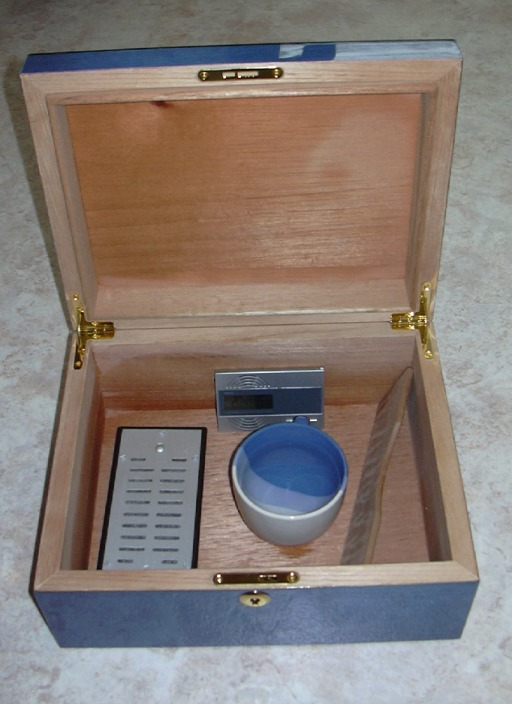
Een humidor wordt voorbereid voor gebruik

Een humidor is een bewaarkist of -ruimte die wordt gebruikt om sigaren in goede conditie te houden of te brengen.

## Gebruik
Afhankelijk van het type moeten sigaren vochtig of minder vochtig worden bewaard. Zo moeten zogenaamde longfillers (voornamelijk uit Cuba) en mediumfillers (Dominicanen en Brazilianen) op ca. 70% luchtvochtigheid worden bewaard, terwijl de shortfillers ('Nederlandse' sigaren) op ca. 40% luchtvochtigheid op hun best zijn.
Een gemiddelde humidor bevat een ingebouwde hygrometer en één of meer sponshouders die regelmatig moeten worden bevochtigd. Duurdere en/of grotere modellen kunnen in plaats van eenvoudige sponzen ook automatische luchtbevochtigings-installaties bevatten.
Humidors zijn er in allerlei soorten en maten, van een eenvoudig gesloten kistje tot een complete kast met laden en glazen deur. Maar groot of klein, een humidor is vrijwel altijd gevoerd met onbehandeld cederhout of mahonie. Dit helpt om de luchtvochtigheid constant te houden en tegen de vorming van tabakswormen of -kevers.
Voornamelijk in een omgeving waar een centraal verwarmingssysteem actief is kan de humidor goede diensten bewijzen, aangezien een cv zorgt voor zeer droge lucht. In Nederland zal een humidor in de zomer daarom weinig hoeven te worden bijgevuld.
In plaats van een humidor aan te schaffen doen velen een aardappelschil in hun doos of kist om de vochtigheid op peil te houden. Dit is echter niet raadzaam omdat daarmee ook rottingsprocessen op gang worden gebracht.